# Tadeusz Michałowski (koszykarz)
Tadeusz Michałowski (ur. 15 kwietnia 1945 w Krakowie, 23 lipca 1967) – polski koszykarz, medalista mistrzostw polski, reprezentant kraju.
23 lipca 1967 zginął śmiercią tragiczną w trakcie zajęć wojskowych na poligonie, jako student AGH. Miał 22 lata, został pochowany na Cmentarzu Rakowickim.

## Osiągnięcia
Drużynowe
- Mistrz Polski:
  - 1964
  - juniorów (1962)
- Wicemistrz Polski (1965, 1966, 1967)
- Uczestnik rozgrywek:
  - Festiwalu FIBA z Wisłą Kraków (1965)
  - Pucharu Saporty (1966/1967 – ćwierćfinał)

Reprezentacja
- Uczestnik mistrzostw Europy U–18[1] (1964 – 6. miejsce)[2]